# Седов, Леонид Иванович
Леони́д Ива́нович Седо́в (14 ноября 1907 года, Ростов-на-Дону — 5 сентября 1999 года, Москва) — советский и российский физик, механик и математик, академик АН СССР (1953). Герой Социалистического Труда (1967), лауреат Сталинской премии второй степени (1952).
Известен своим выдающимся научным вкладом в механику жидкости и газа, создатель крупнейшей научной школы в области механики сплошных сред, автор фундаментальных учебников по механике, публицистических и научно-популярных работ. Как крупный учёный представлял СССР на международных научных мероприятиях и в международных научных организациях.

## Биография
Родился в 1907 году в Ростове-на-Дону в семье горного инженера, Ивана Георгиевича Седова, мать — Раиса Михайловна — школьная учительница. В 1924 году поступил на педагогический факультет Северо-Кавказского университета. В 1926 году перевёлся на физико-математический факультет Московского университета, который закончил в 1930 году. Учился в одной группе с будущим академиком Львом Понтрягиным и своей женой — Галей Толстовой.
С 1930 года до конца 1947 года работал в ЦАГИ, участник семинара общетеоретической группы ЦАГИ под руководством С. А. Чаплыгина.
Степень кандидата технических наук получил в 1936 году без защиты. В 1937 году защитил диссертацию на соискание учёной степени доктора физико-математических наук по теме «Теория плоских движений идеальной жидкости» и был избран профессором Московского государственного университета, с которым связал всю свою дальнейшую жизнь: сначала профессором, позднее заведующим кафедрой гидромеханики механико-математического факультета.
По совместительству заведовал кафедрой теоретической механики ВИА имени В. В. Куйбышева (1938—1941).
Седову принадлежит точное решение задачи о сильном взрыве, опубликованное в 1945 году. Седов установил законы распространения взрывной волны и распределения газодинамических величин за фронтом волны в случаях сферической, цилиндрической и плоской симметрии. В это же время им была решена задача о сферическом и цилиндрическом поршне в газе. Это исследование явилось существенным вкладом в теорию газовых машин. Труд Седова «Распространение сильных взрывных волн» (1946) удостоен Премии имени С. А. Чаплыгина АН СССР. В дальнейшем теории распространения взрывных волн было посвящено много научных работ его учеников.
С 4 декабря 1946 года — член-корреспондент АН СССР (гидромеханика), с 23 октября 1953 года — действительный член АН СССР по Отделению технических наук (механика). Был главным редактором журналов «Механика» (1953—1999) и «Космические исследования» (1962—1999), заместителем главного редактора журнала «Доклады АН СССР», членом редколлегии журнала «Прикладная математика и механика», членом Главной редколлегии информационных изданий ВИНИТИ.
С 1947 по 1956 год работал в ЦИАМ. Параллельно с 1954 года заведовал отделом механики в Математическом институте АН СССР. С 1947 по 1949 год — заместитель начальника по научной работе НИИ-1 (Институт тепловых процессов). C 1950 по 1953 год — заведующий кафедрой теоретической механики Московского физико-технического института. С 1953 по 1999 год — заведующий кафедрой гидромеханики механико-математического факультета МГУ.
В 1956 году вошёл в первоначальный состав Национального комитета СССР по теоретической и прикладной механике. Занимал пост первого заместителя председателя комитета.
Был одним из академиков АН СССР, подписавших в 1973 году письмо учёных в газету «Правда» с осуждением «поведения академика А. Д. Сахарова». В письме Сахаров обвинялся в том, что он «выступил с рядом заявлений, порочащих государственный строй, внешнюю и внутреннюю политику Советского Союза», а его правозащитную деятельность академики оценивали как «порочащую честь и достоинство советского учёного».
Скоропостижно скончался 5 сентября 1999 года. Похоронен в Москве на Троекуровском кладбище в Москве.

## Научная деятельность
Основные работы по гидро- и аэромеханике, механике сплошной среды и теории подобия. Подробно рассмотрел следующие проблемы:
- постановка и решение задач о посадке гидросамолётов на воду
- постановка и решение задач быстрого погружения тел в несжимаемую жидкость
- построение теории линеаризованной задачи о глиссировании с учётом силы тяжести и брызговых струй
- построение теории тонкого крыла в плоской задаче
- разработка базовых идей в аэродинамике нестационарных обтеканий крыльев
- развитие эффективных методов решения задач о полипланах «тандем»
- формулировка (1946) автомодельной постановки задачи о сильном точечном взрыве в газе (независимо от Л. Д. Ландау и К. П. Станюковича, начало 1940-х гг.[12][13][14]; Дж. Тейлора, 1941[15]) и получение её аналитического решения[16][17] (независимо от фон Неймана, 1941[18][19]).

Разработал математическую теорию глиссирования на поверхности тяжёлой жидкости. Дал решение задач об ударе тел о воду и глиссировании. Вывел формулы аэродинамических сил и моментов для деформируемых крыльев, получил формулы аэродинамических сил при неустановившемся движении крыльев, в частности, при их вибрациях. Обобщил теорему Жуковского на случай произвольных движений крыла, построил новый математический метод решения задач об обтекании профилей крыльев. Применил этот метод в теории тонкого крыла, а затем в теории волн, теории упругости, теории фильтрации. Совместно с М. В. Келдышем дал эффективное решение смешанной задачи для полуплоскости, задач Неймана и Дирихле для многосвязной внешности системы отрезков прямой (формула Седова — Келдыша).
Исследовал потенциальное обтекание газом профилей и решёток. В теории подобия и размерности разработал методы постановки и решения задач механики, составляющих основу этого научного направления. Построил теорию неустановившихся автомодельных движений газа, в частности теорию распространения сильных ударных волн, получил результаты по теории поверхностных волн, установил закон пульсаций в изотропной турбулентности. Решил ряд важных задач газовой динамики. Развил общую теорию построения физических моделей материальных сред и полей на основе предложенного им базового вариационного уравнения.
Разработал новые модели сплошной среды с учётом термодинамических и электродинамических явлений и метод нахождения уравнений движения и граничных условий на основании сформулированного им вариационного принципа. Дал приближённый метод исследования течений с переходом через скорость звука. Развил нестационарную теорию решёток.
Серия работ посвящена приложению методов газовой динамики и методов подобия и размерности к проблемам астрофизики.

### Основные работы
- Седов Л. И. Теория плоских движений идеальной жидкости. — М.: Оборонгиз, 1939.
- Седов Л. И. Мысли об учёных и науке прошлого и настоящего / Академия наук СССР. — М.: Наука, 1973. — 120 с.
- Седов Л. И. Методы подобия и размерности в механике. — М.: Наука, 1977. (10-е изд. 1987)
- Седов Л. И. Плоские задачи гидродинамики и аэродинамики. — 3-е изд. — М., 1980.
- Седов Л. И. Размышления о науке и об учёных / Академия наук СССР. — М.: Наука, 1980.
- Седов Л. И. Очерки, связанные с основами механики и физики. — М.: Знание, 1983. — 64 с.
- Седов Л. И., Цыпкин А. Г. Основы макроскопической теории гравитации и электромагнетизма. — М.: Наука, 1989. — ISBN 5-02-013805-3.
- Седов Л. И. Об основных моделях в механике. — М.: МГУ, 1992. — 151 с. — ISBN 5-211-01570-3.
- Седов Л. И. Механика сплошной среды (учебник в 2-х томах). — 6-е изд. — СПб.: Лань, 2004. — 528 с. + 560 с.

### «Древо Седова»
Создал научную школу в области механики сплошных сред. Среди его прямых учеников академики Г. Г. Чёрный, С. С. Григорян, А. Г. Куликовский.

## Память
- В кабинете в Институте механики МГУ, где более 40 лет проработал Л. И. Седов, в 2002 году открыт мемориальный музей[7][20].
- Российским национальным комитетом по теоретической и прикладной механике учреждена и вручается ежегодная премия имени Л. И. Седова за лучшие достижения в механике жидкости и газа и общих основ механики сплошной среды[21].
- Интеграл Седова[22] (в теории автомодельных течений газа)
- Формула Келдыша — Седова[23] (в теории функций комплексного переменного)
- Вариационный принцип Седова[24][25]

## Награды и премии
- Герой Социалистического Труда (13.11.1967)[7]
- орден «За заслуги перед Отечеством» IV степени (1998)
- шесть орденов Ленина (27.03.1954; 28.04.1963; 13.11.1967; 17.07.1975; 23.01.1980[26]; 13.11.1987)
- орден Трудового Красного Знамени (16.09.1945[27]; 17.06.1961)
- орден «Знак Почёта» (11.07.1943)
- медали
- Командор ордена Почётного легиона (Франция, 1971)
- Золотая медаль имени А. М. Ляпунова (1974)
- Золотая медаль имени Ю. А. Гагарина  (1984)
- Золотая медаль ВДНХ (1973, 1984)

Премии:
- Сталинская премия второй степени (1952) — за монографии «Плоские задачи гидродинамики и аэродинамики» (1950) и «Методы подобия и размерности в механике» (1951)
- Ломоносовская премия (1954)
- премия имени А. Н. Крылова (1998) — за работу «Одновременное моделирование вязкостного и волнового сопротивления корабля в опытовом бассейне»
- премия имени С. А. Чаплыгина (1947)[28]

Почётные звания:
- заслуженный профессор Московского государственного университета (1994)[29].